# Kaple svatého Jiří (Děčín)
Kaple svatého Jiří je sakrální prostor v severním křídle děčínského zámku. Vstup do ní je přímo z hlavního nádvoří. Konají se v ní jak církevní, tak i občanské obřady.

## Historie
Vznikla během poslední přestavby zámku v letech 1791–1792, kdy nahradila původní středověkou hradní kapli, jejíž původní zasvěcení sv. Jiří bylo přeneseno do nového prostoru. Od 30. let 20. století, kdy děčínský zámek začal sloužit pro potřeby československé, dále německé a posléze i sovětské armády, sloužila kaple jako posádková kuchyň. K obnově kaple došlo až po roce 1991 v souvislosti s odchodem armády a následnou postupnou opravou zámku. Byl nalezen a na své místo znovu instalován původní oltářní obraz sv. Jiří od prvního ředitele pražské výtvarné akademie Josefa Berglera. V roce 2010 na svátek sv. Jiří kapli znovu vysvětil (benedikoval) litoměřický biskup Jan Baxant.